# Cátia Azevedo
Pour les articles homonymes, voir Azevedo.
Cátia Isabel da Silva Azevedo (née le 9 mars 1994 à Oliveira de Azeméis) est une athlète portugaise, spécialiste du 400 m.

## Carrière
Elle détient le record national du 400 m en 51 s 63 (Madrid 2016). Le 9 juillet, en demi-finale de l'Universiade d'été à Naples, elle porte son record national à 51 s 62. Elle termine 5e de la finale en 52 s 07.

## Palmarès
| Date | Compétition                       | Lieu      | Résultat | Epreuve   | Temps         |
| ---- | --------------------------------- | --------- | -------- | --------- | ------------- |
| 2013 | Championnats d'Europe juniors     | Rieti     | 5e       | 400 m     | 52 s 89       |
| 2017 | Universiade                       | Taipei    | 5e       | 400 m     | 52 s 39       |
| 2018 | Jeux méditerranéens               | Tarragone | 5e       | 400 m     | 52 s 63       |
| 2018 | Jeux méditerranéens               | Tarragone | 5e       | 4 x 400 m | 3 min 34 s 21 |
| 2018 | Championnats ibéro-américains     | Trujillo  | 1re      | 400 m     | 52 s 26       |
| 2018 | Championnats ibéro-américains     | Trujillo  | 1re      | 4 x 400 m | 3 min 36 s 49 |
| 2019 | Universiade                       | Naples    | 5e       | 400 m     | 52 s 07       |
| 2019 | Championnats d'Europe par équipes | Sandnes   | 3e       | 400 m     | 52 s 44       |
| 2022 | Jeux méditerranéens               | Oran      | 1re      | 400 m     | 51 s 24       |

## Records
| Épreuve | Épreuve   | Temps        | Lieu   | Date            |
| ------- | --------- | ------------ | ------ | --------------- |
| 400 m   | Plein air | 50 s 59 (NR) | Huelva | 3 juin 2021     |
| 400 m   | En salle  | 53 s 13      | Pombal | 17 février 2018 |